# NKAIN4
NKAIN4 (англ. Sodium/potassium transporting ATPase interacting 4) – білок, який кодується однойменним геном, розташованим у людей на довгому плечі 20-ї хромосоми. Довжина поліпептидного ланцюга білка становить 208 амінокислот, а молекулярна маса — 23 240.
| 10         |  | 20         |  | 30         |  | 40         |  | 50         |
| ---------- |  | ---------- |  | ---------- |  | ---------- |  | ---------- |
| MGSCSGRCAL |  | VVLCAFQLVA |  | ALERQVFDFL |  | GYQWAPILAN |  | FVHIIIVILG |
| LFGTIQYRLR |  | YVMVYTLWAA |  | VWVTWNVFII |  | CFYLEVGGLL |  | KDSELLTFSL |
| SRHRSWWRER |  | WPGCLHEEVP |  | AVGLGAPHGQ |  | ALVSGAGCAL |  | EPSYVEALHS |
| CLQILIALLG |  | FVCGCQVVSV |  | FTEEEDSFDF |  | IGGFDPFPLY |  | HVNEKPSSLL |
| SKQVYLPA   |  |            |  |            |  |            |  |            |

A: Аланін

C: Цистеїн

D: Аспарагінова кислота

E: Глутамінова кислота

F: Фенілаланін

G: Гліцин

H: Гістидин

I: Ізолейцин

K: Лізин

L: Лейцин

M: Метіонін

N: Аспарагін

P: Пролін

Q: Глутамін

R: Аргінін

S: Серин

T: Треонін

V: Валін

W: Триптофан

Локалізований у клітинній мембрані, мембрані.